# Miss Bodyguard – In High Heels auf der Flucht

Originaltitel „Hot Pursuit“

Miss Bodyguard – In High Heels auf der Flucht (Originaltitel: Hot Pursuit, engl. für „hitzige Verfolgungsjagd“) ist eine US-amerikanische Action-Filmkomödie von Anne Fletcher aus dem Jahr 2015. In den Hauptrollen spielen Reese Witherspoon und Sofía Vergara. Der Kinostart in Deutschland war am 11. Juni 2015.

## Handlung
Als Tochter eines Polizisten wollte Rose Cooper immer schon in den Polizeidienst. Dort sitzt sie jetzt aber im Innendienst fest, nachdem sie aufgrund eines Missverständnisses die alkoholgetränkte Kleidung eines harmlosen Ruhestörers mit ihrem Elektroschocker in Brand gesetzt hatte. Dies hat ihr in Polizeikreisen reichlich Hohn und Spott eingebracht, wobei ihre Körpergröße von nur knapp über 150 cm auch nicht gerade zu ihrer Autorität beiträgt. Auch im Liebesleben läuft es nicht besonders, da die meisten ihrer Dates von ihrem Sinn für Humor (wozu schon einmal das scherzhafte Vorzeigen der Dienstwaffe im Restaurant gehören kann) eher abgeschreckt werden.
Angesichts des langweiligen Innendienstes ist die ansonsten sehr penible und dienstordnungsfixierte Beamtin hocherfreut, als sie zur Überführung einer wichtigen Zeugin abkommandiert wird. Die divenhaft und sehr sexy auftretende Danielle Riva soll in Dallas vor Gericht gegen den kolumbianischen Kartell-Boss Vincente Cortez aussagen. Als Riva von Cooper abgeholt wird, stirbt Rivas Mann bei einem Überfall-Angriff der Kartell-Mitglieder, sodass sie als einzige Zeugin verbleibt.
Auf ihrer anschließenden Flucht durch Texas geht kaum etwas nach Plan. So werden sie nicht nur von den Männern des Kartells gejagt, sondern bald auch von der Polizei. Schwierig gestaltet sich zudem, dass die beiden Frauen grundverschieden sind und sich ständig Meinungsverschiedenheiten auftun.

## Kritik
Der Film erhielt überwiegend negative Kritiken. Bei Rotten Tomatoes sind nur 8 % der Kritiken positiv bei insgesamt 146 Kritiken; die durchschnittliche Bewertung beträgt 3,1/10. Im Kritikerkonsens heißt es: „Schrill und unlustig, vermasselt Miss Bodyguard die Chance, die liebenswerte Chemie zwischen Reese Witherspoon und Sofía Vergara als skurriles Paar auszuschöpfen.“ (englisch „Shrill and unfunny, Hot Pursuit bungles what should have been an easy opportunity to showcase Reese Witherspoon and Sofia Vergara’s likable odd-couple chemistry.“)
Der Filmdienst bezeichnete den Film als „[h]armlos-unbedarfte Chaos-Komödie, in der die Protagonistin keine Gelegenheit“ auslassen würden, „mit ihrem Unvermögen zu punkten“. Da die Pointen zumeist auf „Albernheiten und Vorurteilen“ basieren würden, würden „Handlung und Hauptfigur zu Witznummern“ geraten, sodass sich „kaum Sympathie für das Frauen-Duo“ einstelle.

## Auszeichnungen
Bei den Teen Choice Awards 2015 erhielt der Film vier Nominierungen, darunter für das beste Leinwandpaar („Choice Movie: Chemistry“) und die beste Comedy-Schauspielerin (Reese Witherspoon, „Choice Movie Actress: Comedy“).